# DSB værksted ved Mogenstrup
DSB værksted ved Mogenstrup er et vedligeholdelsesværksted for fremtidens elektriske DSB-tog, der ligger ved Sydbanen mellem Næstved og Mogenstrup. 
Værkstedet stod færdigt den 1. juli 2025 og ligger neden for Fårebakkerne ved Mogenstrup Ås.
Projektet har fået meget kritik, fordi man var bange for at DSB-værkstedet ville ødelægge naturområdet omkring Mogenstrup Ås.